# اتا دلو
اتا دلو یک ستاره است که در صورت فلکی دلو قرار دارد.